# Festivalul Datinilor și Obiceiurilor de Iarnă din Negrești-Oaș

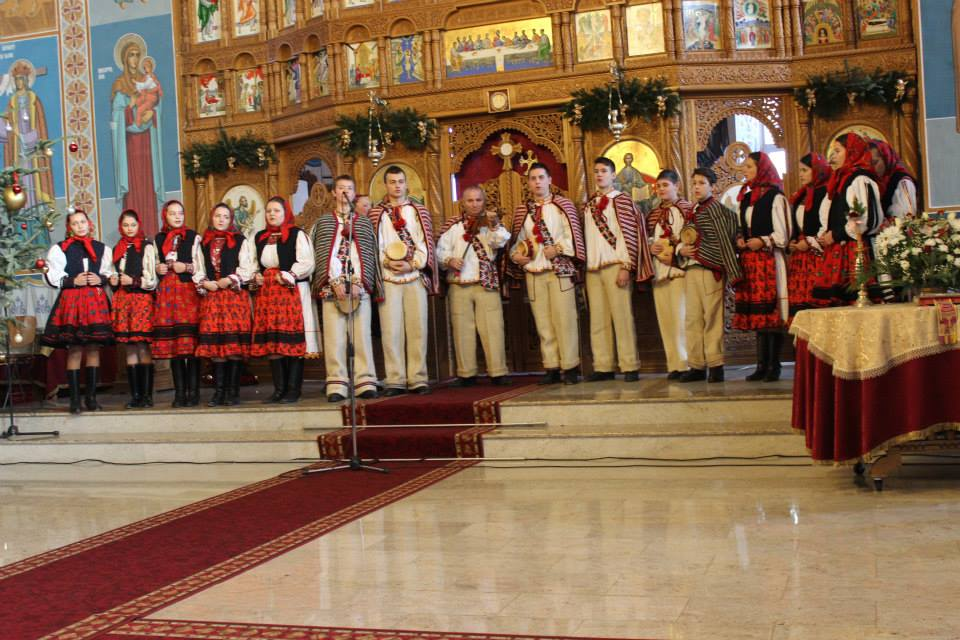
Ansamblul folcloric Oașul la „Festivalul Datinilor și Obiceiurilor de Iarnă”, Negrești-Oaș, 2013

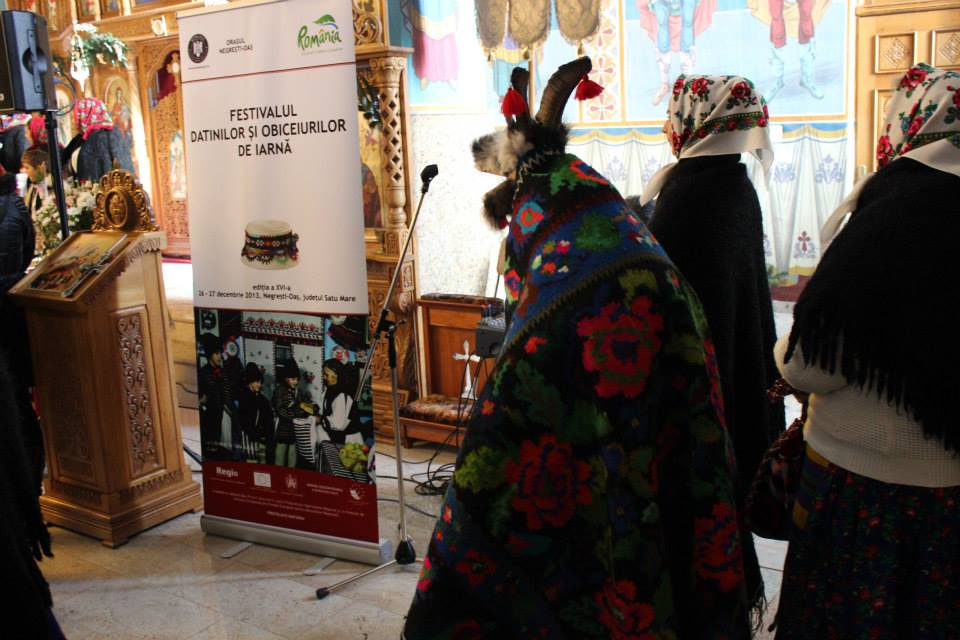
„Festivalul Datinilor și Obiceiurilor de Iarnă” Negrești-Oaș 2013 (33)

Festivalul Datinilor și Obiceiurilor de Iarnă din Negrești-Oaș este un festival-concurs  dedicat sărbătorilor de iarnă. Festival se organizează în fiecare an în a treia zi de Crăciun în  orașul Negrești-Oaș, capitala Țării Oașului.
Conform tradiției, evenimentul  debutează cu parada colindătorilor, fiecare grup prezentându-și ținutele autentice specifice zonei de proveniență, parada pornește de la biserica veche a orașului Negrești Oaș și parcurge centrul orașului până la catedrala ortodoxă a Țării Oașului.

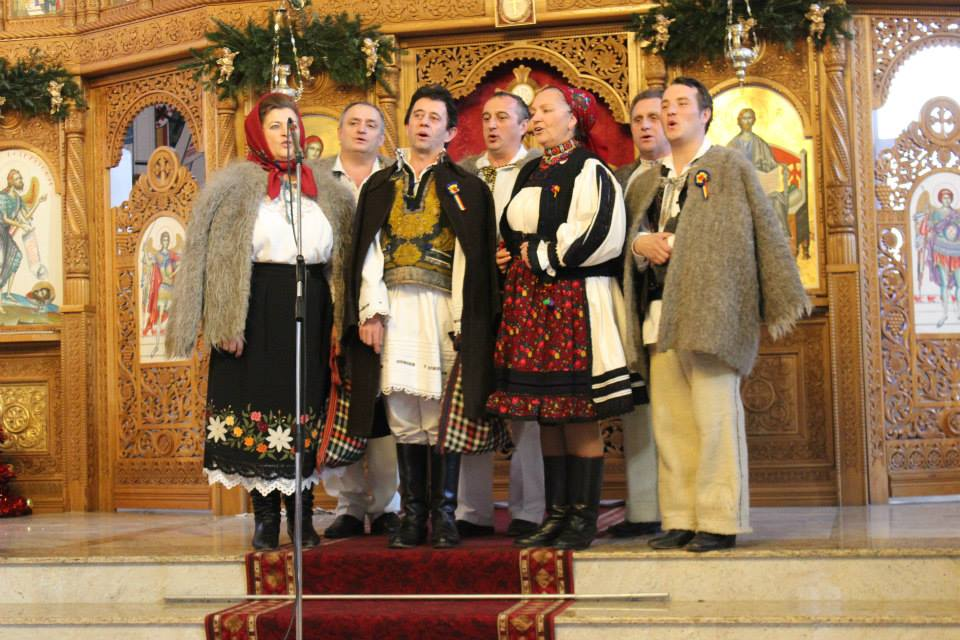
Grupul Flori de Cântec Românesc la „Festivalul Datinilor și Obiceiurilor de Iarnă” Negrești-Oaș 2013

## Organizatori
Primăria, Consiliul Local și Casa de Cultura Negrești Oaș, Centrul Județean pentru Conservarea si Promovarea Culturii Tradiționale Satu Mare și Autoritatea Națională pentru Turism (ediția din 2012 și din 2013). Directorul festivalului este prof. dr. Natalia Lazar. Ansamblul-gazdă al festivalului este Ansamblul folcloric Oașul.

## Juriul festivalului

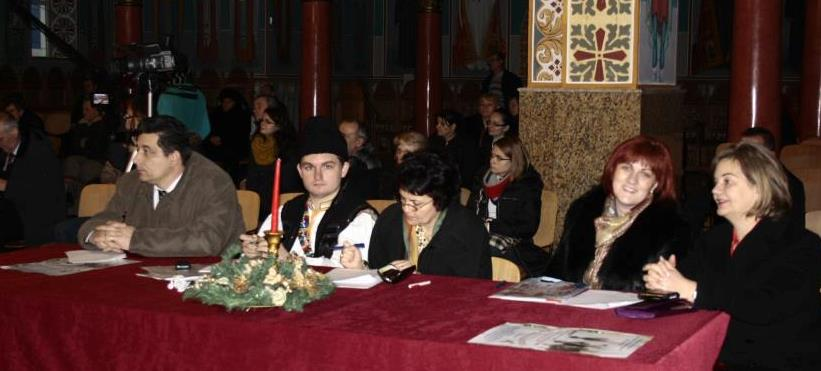
Juriul Festivalul de Datini și Obiceiuri de Iarnă Negrești Oaș, ed. 2012: stânga-dreapta: prof. Eugen Ardelean - consilier local - comisia de cultură, ES Nob. Ionuț Silaghi de Oaș - secretar general și membru al Ansamblului Folcloric Oașul Negrești Oaș, prof. univ. dr. Delia Suiogan - etnolog, prof. dr. Natalia Lazăr - director al Casei de Cultură Negrești Oaș, Aurelia Fedorca - primar al orașului Negrești Oaș

În anul 2013 juriul festivalului a fost format din:
- profesor universitar dr. Delia Suiogan, Facultatea de Litere din Baia Mare,
- profesor dr. Natalia Lazar,  director al festivalului[13] și al Casei de Cultura Negrești Oaș,
- Aurelia Fedorca, primarul orașului Negrești Oaș,
- Felician Pop, director al Centrului Județean pentru Conservarea și Promovarea Culturii Populare Satu Mare,
- Părintele Mihai Feher,  protopop ortodox al Țării Oașului
- ES Nob. Ionuț Silaghi de Oaș, secretar general al Ansamblului folcloric Oașul (membru al juriului și în anul 2012)
- Ioan Ciocan, consilier local al orașului Negrești Oaș (Comisia de Cultură).

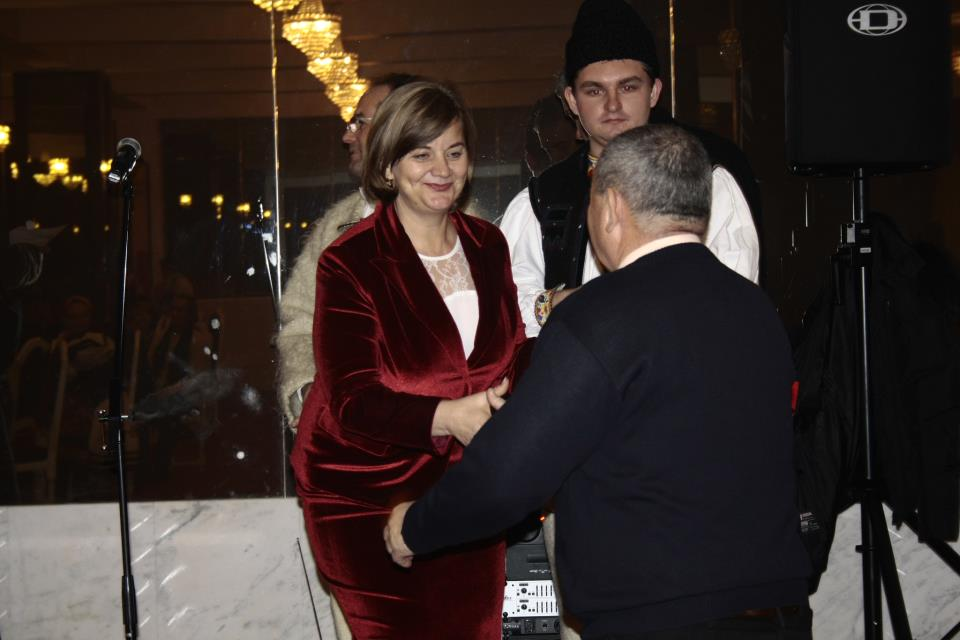
Ceremonia de premiere - Festivalul Datinilor și Obiceiurilor de Iarnă” Negrești-Oaș: centru-sus: ES Nob. Ionuț Silaghi de Oaș

### Criterii de notare
- cel mai original program,
- autenticitatea colindelor,
- autenticitatea costumelor, etc.

## Ediții
- Ediția I - anul 1998
- Ediția a II-a - anul 1999
- Ediția a III-a - anul 2000
- Ediția a IV-a - anul 2001
- Ediția a V-a - anul 2002
- Ediția a VI-a - anul 2003
- Ediția a VII-a - anul 2004
- Ediția a VIII-a - anul 2005
- Ediția a IX-a - anul 2006
- Ediția a X-a - anul 2007[14]
- Ediția a XI-a - anul 2008
- Ediția a XII-a - anul 2009
- Ediția a XIII-a - anul 2010
- Ediția a XIV-a - anul 2011[15]
- Ediția a XV-a - anul 2012
- Ediția a XVI-a - anul 2013[16][17]
- Ediția a XVII-a - anul 2014[7][18][19]
- Ediția a XVIII-a - anul 2015[20][21]

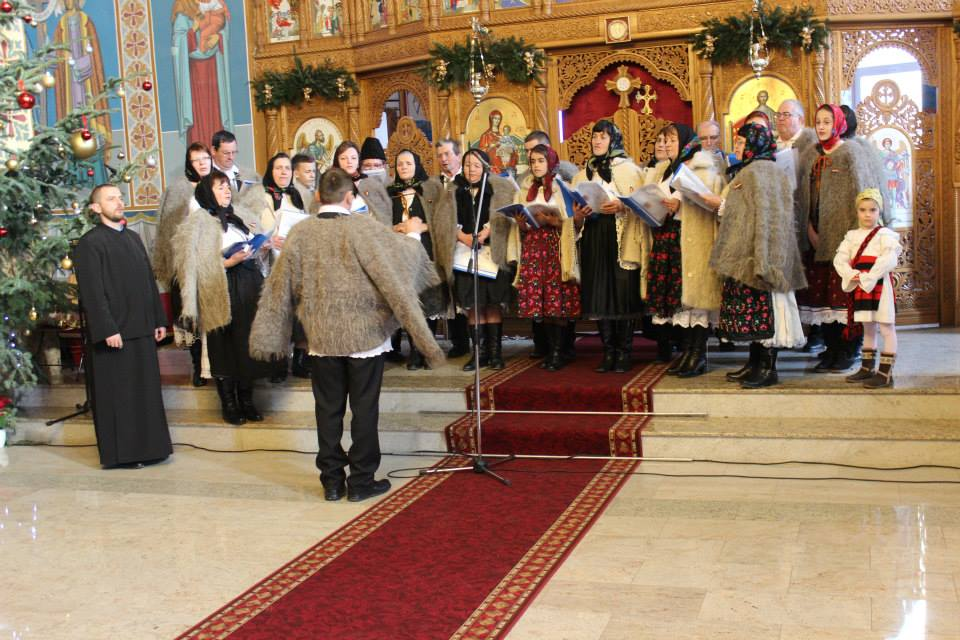
„Festivalul Datinilor și Obiceiurilor de Iarnă”, Negrești-Oaș, 2013

Această ediție a avut loc duminică, 27 decembrie 2015, printre participanți s-au numărat colindători din: Negrești-Oaș, Bixad, Racșa, Călinești, Turț, Tarna Mare, Satu Mare,  Maramureșul istoric atât din România cât și de peste Tisa, Ucraina, colindătorii din Ansamblul Cununița Satu Mare, colindătorii grupul folcloric Flori de Cântec Românesc, colindători din Chișinău, Republica Moldova,  colindători din Tur și Marna. La această ediție Floarea Finta - tezaur uman viu, a primit din partea orașului Negrești-Oaș titlul de cetățean de onoare.
- Ediția a XIX-a - anul 2016.[23][24]
- Ediția a XX-a - anul 2017.
- Ediția a XXI-a - anul 2018.
- Ediția a XXII-a - anul 2019.[25]